# Festival de Sully et du Loiret
 (août 2023).
Si vous disposez d'ouvrages ou d'articles de référence ou si vous connaissez des sites web de qualité traitant du thème abordé ici, merci de compléter l'article en donnant les références utiles à sa vérifiabilité et en les liant à la section « Notes et références ».
 (août 2023).
Il peut être nécessaire de l'améliorer pour respecter le principe de neutralité de point de vue. Veuillez consulter la page de discussion pour plus de détails.

Le Festival de musique de Sully et du Loiret est un festival de musique international, qui se déroule chaque année dans le département du département du Loiret (région Centre-Val de Loire), en France.
Le festival a pour vocation de promouvoir et de valoriser le patrimoine local à travers des manifestations musicales, artistiques et historiques. Les événements ont lieu dans divers lieux tels que le château de Sully-sur-Loire, le théâtre de verdure d'Olivet, le château de Beaugency, ou encore la salle des fêtes de Montargis.

## Histoire

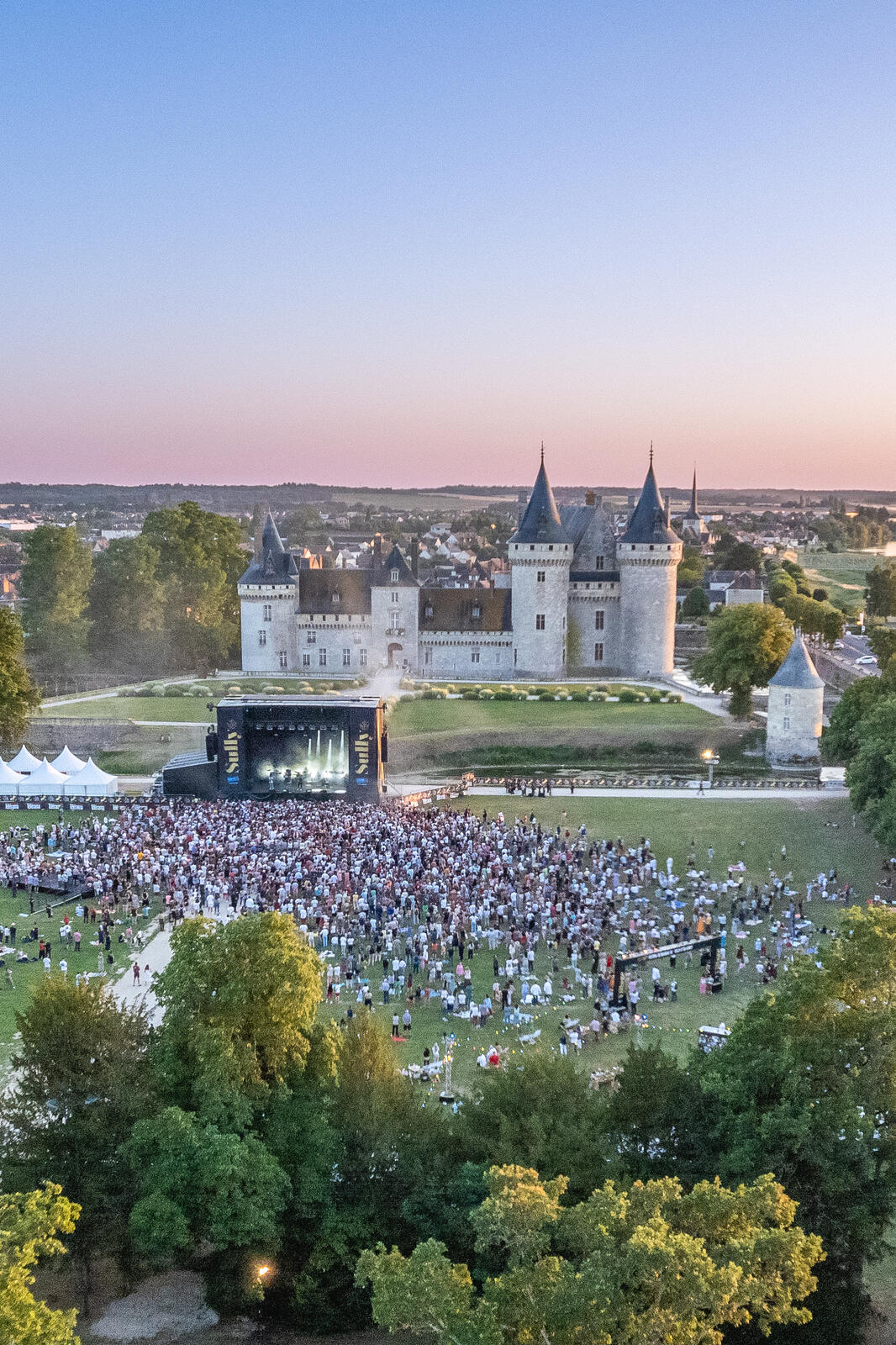
Vue aérienne de la scène du festival dans le parc du château de Sully-sur-Loire lors de l'édition 2023

### Naissance du Festival de Sully
Le Festival de Sully a vu le jour en 1973 sur l'initiative de l'association Les Amis du Festival comptant des passionnés de musique classique résidant à Sully-sur-Loire et en collaboration avec le Comité d'animation culturelle du château de Sully-sur-Loire. L'objectif premier de cette association était de valoriser et de faire découvrir le patrimoine local en organisant des événements musicaux, artistiques et historiques.
Dès 1974, cette association se transforme en Comité du Festival de Sully-sur-Loire et lance son premier événement entre le 16 juin et le 26 juillet 1974. Intitulées « Les soirées musicales », ces manifestations se déroulent dans les salles et la cour d'honneur du château de Sully-sur-Loire, ainsi que dans la collégiale Saint-Ythier. Au fil des années, il a continué à évoluer et à attirer des grands artistes et un public toujours plus nombreux[réf. nécessaire], contribuant ainsi à promouvoir l'art et le patrimoine de la région auprès du grand public.

### Notoriété internationale
Dans les années 1990, une édition est spécialement dédiée au continent américain avec un thème : l'Amérique en musique. À cette occasion, des musiciens et chanteurs internationaux participent au festival tels que Miles Davis, Ray Charles, B. B. King ou encore Etta James.

### Du Festival de Sully... au Festival de musique de Sully et du Loiret
En 2007, le Département du Loiret reprend la gestion du Festival de Sully qui renouvelle ce rendez-vous musical et le rend accessible sur l'ensemble du territoire loirétain. L'événement devient le Festival de musique de Sully et du Loiret. Il accueille notamment Barbara Hendricks en 2015, Michel Legrand, pour l'un de ses derniers concerts en 2018, mais aussi Manu Dibango, Liz McComb, André Manoukian, Michel Portal, Renaud Capuçon, Jean-François Zygel, Gauthier Capucon, Lisa Simone, Cock Robin, Ayo...
En 2023, le festival fête son 50e anniversaire,. Les artistes Ibrahim Maalouf, Yannick Noah et Adé sont les têtes d'affiche de cette édition qui a attiré plus de 11 000 spectateurs.

Sélection de scènes du festival de Sully-sur-Loire
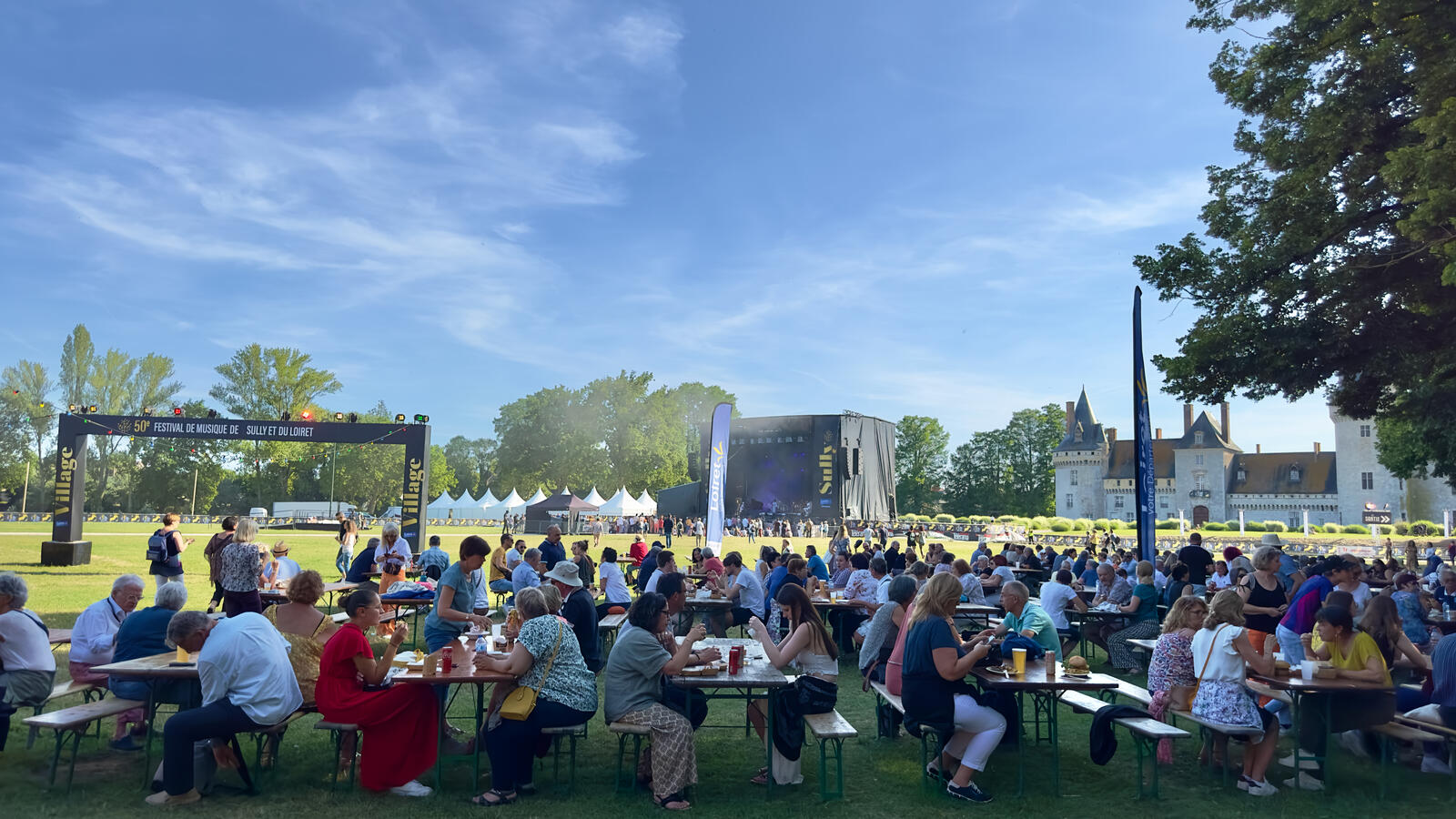
Le village du festival à Sully-sur-Loire en 2023
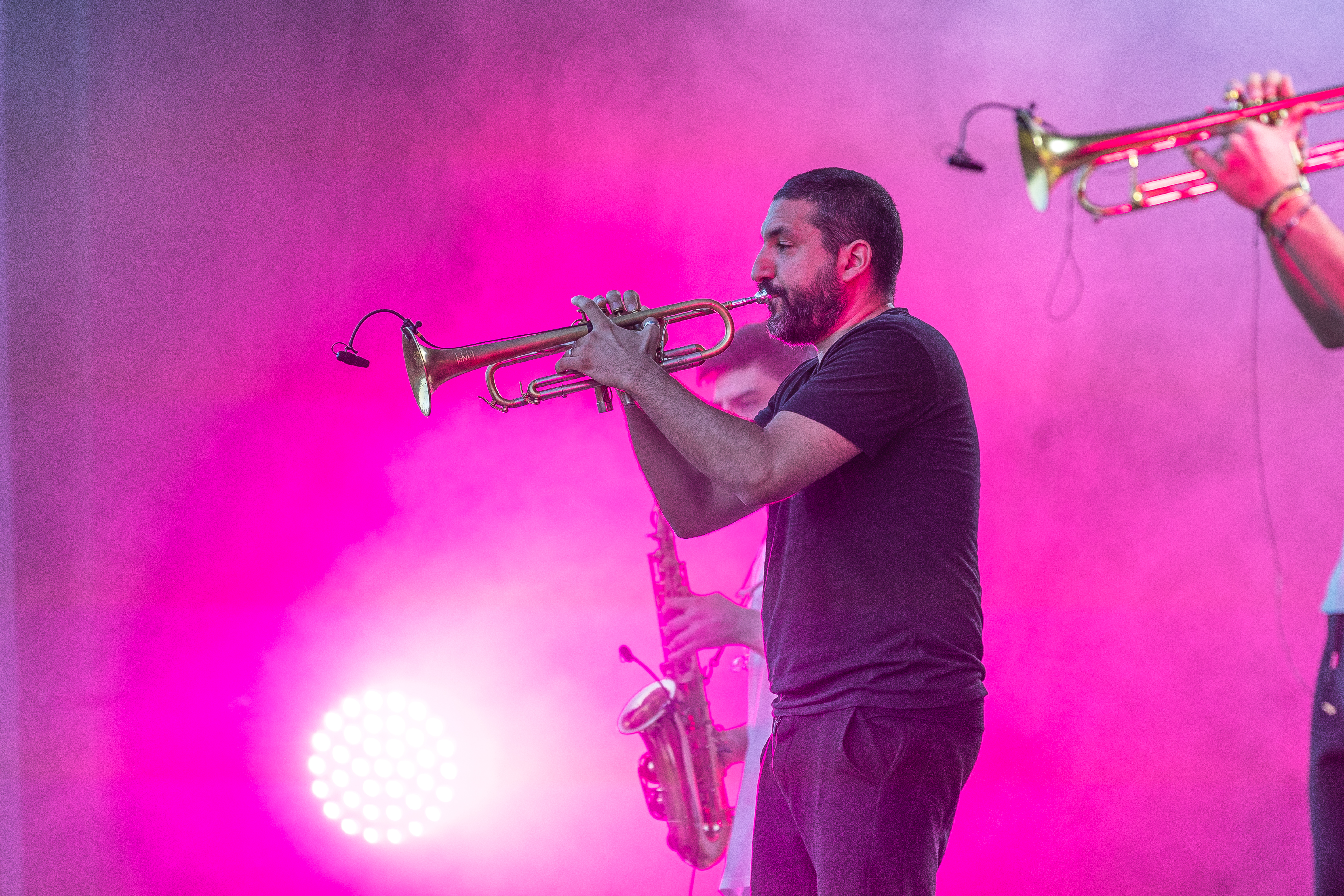
Ibrahim Maalouf en 2023
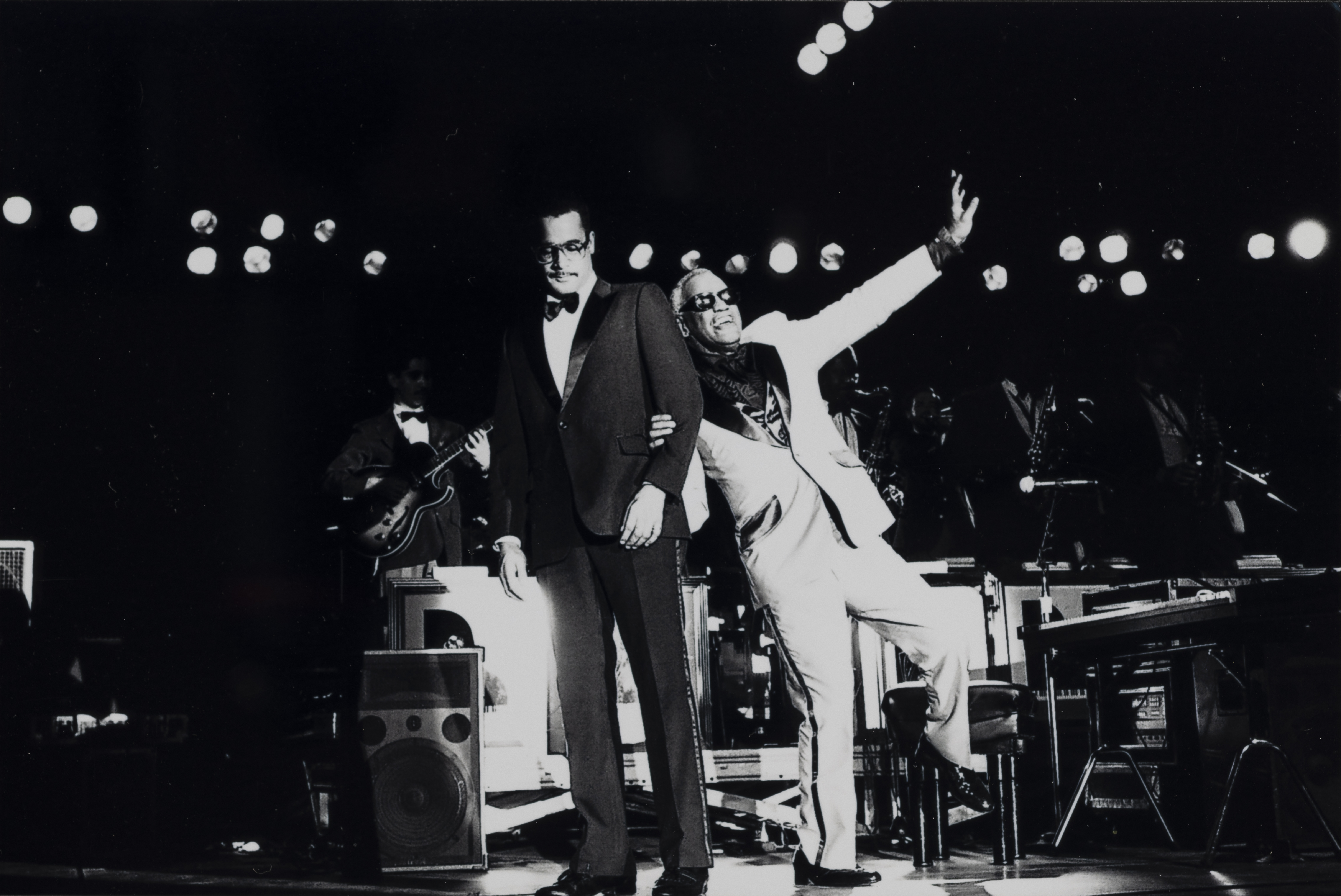
Ray Charles en 1992
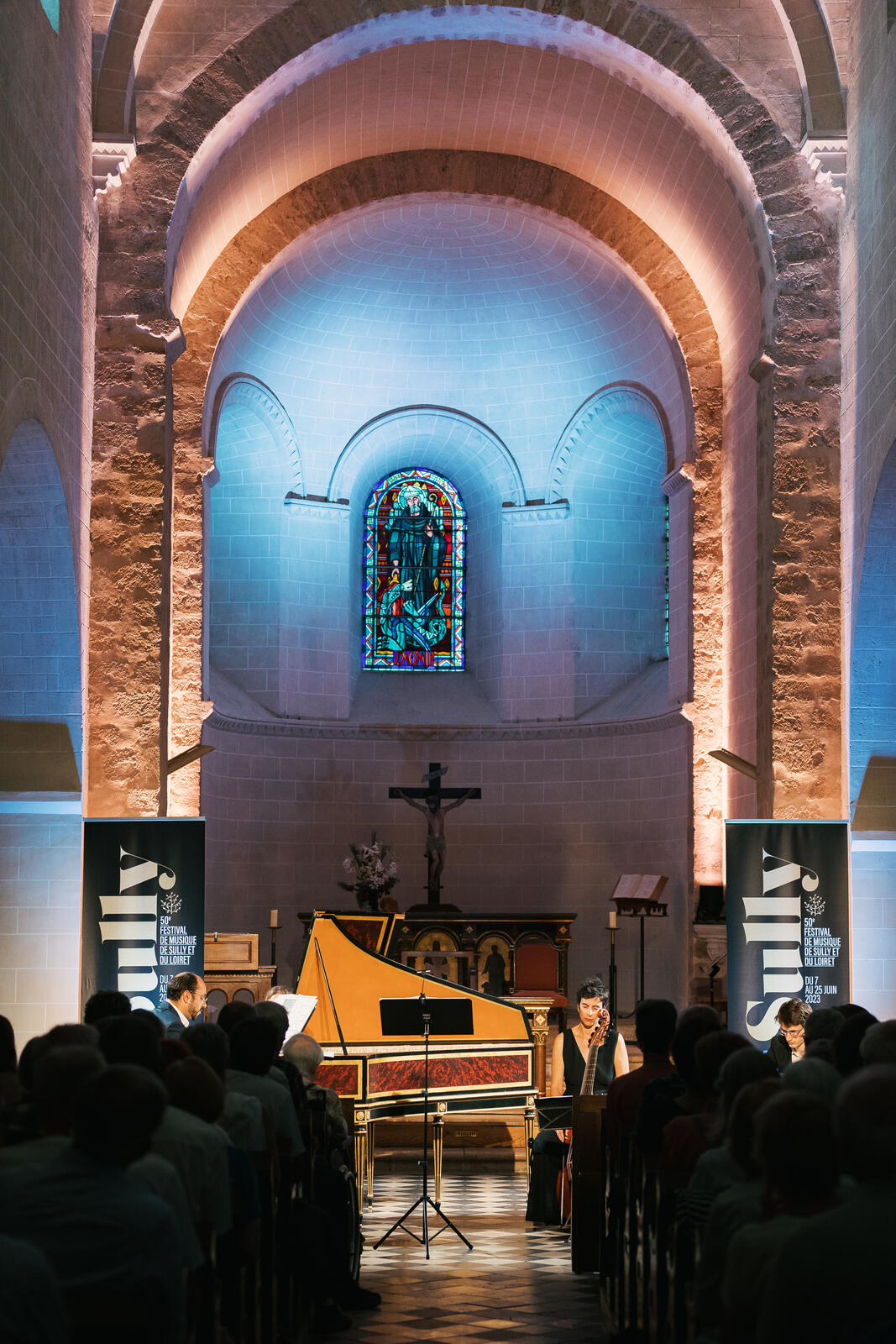
Scène du concert dans l'église Saint-Mesmin de La Chapelle-Saint-Mesmin en 2023

## Programmation

### 1974-1980
France Clidat, Patrice Fontanarosa, L'Ensemble Andrée Colson, Régis Pasquier...[réf. nécessaire]

### 1980-1990
Patrick Dupond, Narciso Yepes, Josef Suk, Jörg Demus, Galina Vichnevskaïa, France Clidat, Michel Legrand et l'orchestre de RTL, Orchestre national de jazz, Sergei Edelmann, Hélène Grimaud, Frank Foster, Melvyn Tan...[réf. nécessaire]

### 1990-2000
Lambert Wilson, Miles Davis, Ray Charles, Claude Nougaro, B. B. King, Etta James, Gilbert Bécaud, Eddy Mitchell, Marie-Claude Pietragalla, Didier Lockwood...[réf. nécessaire]

### 2000-2010
Mikhail Rudy, Barbara Hendricks, Jean-Philippe Collard, Sergei Babayan, Siheng Song, Ji-Yoon Park, Ensemble Pierre Robert...[réf. nécessaire]

### 2010-2020
Iouri Bachmet, Agnès Clément, Liz McComb, Ophélie Gaillard et l'Ensemble Pulcinella, Pierre-Alain Volondat, Quatuor Voce, Kit Armstrong, Ensemble Franz Liszt de Budapest, Manu Katché, Manu Dibango...[réf. nécessaire]

### 2020-2023
Ibrahim Maalouf, Ayọ, Yannick Noah, Adé, Murray Head Rhoda Scott Lady All Stars, Mariana Ramos, David Enhco, Kotaro Fukuma, Cock Robin, Michel Portal, Camille et Julie Bertholet, Orchestre Scintillant, Tentacion de Cuba, Stochelo Rosenberg Trio, Marianne Piketty et le Concert Idéal, Orchestre Les Métamorphoses, Quatuor Avena, Trio Zeliha, Ensemble Les Surprises, The Curious Bards, Laurent Korcia, Élodie Soulard, Irma Svanadze, Aurélien Pascal, Orchestre de Chambre Nouvelle Europe...[réf. nécessaire]